# Дзежковский, Юзеф
Ю́зеф Дзежко́вский, псевдоним Боле́ста (11 января 1807, Ксаверов — 13 января 1865) — польский прозаик и журналист. Предшественник Львовской богемской литературы.

## Биография
Участник Ноябрьского восстания, в чине лейтенанта служил адъютантом в штабе генерала Юзефа Дверницкого. После восстания на нескольких лет осел на Гуцульщине, откуда вернулся в город.
Во время Весны народов 1848 года — издатель и главный редактор «Национальной газеты». Затем занимался политической деятельностью и журналистикой. Был одним из организаторов Национального совета Львова и Национальной гвардии.
В 1858—1861 был соредактором «Универсального обзора».
В 1864 был приговорен к трём месяцам тюремного заключения в связи с политико-публицистической деятельностью. В результате осложнения здоровья в тюрьме умер 13 января 1865 года.

## Избранные произведения
- Płacz i śmiech (1838), новелла
- Kuglarze (1845), повесть
- Obrazy z życia i podróży (1846), рассказы
- Obrazek hogartowski (1846), рассказы
- Salon i ulica (1847), повесть
- Dla posagu (1847), повесть
- Szpicrut honorowy, повесть
- Rodzina w salonie (1853), повесть
- Znajda (1854), повесть
- Król dziadów (1856), повесть
- Uniwersał hetmański (1857), повесть